# Bibliometrija
Bibliometrija je pomožna panoga bibliotekarstva, ki se ukvarja s kvantifikacijo bibliografskih podatkov. Bibliometrične metode so uporabne za izgradnjo tezavrov, ugotavljanje pogostosti besed, slovnične in skladenjske strukture besedil ipd. V sodobni znanosti (predvsem naravoslovju) se bibliometrija uporablja za oceno vpliva znanstvenih del v strokovni javnosti. Dela (in s tem raziskovalci) se vrednotijo po tem, kolikokrat jih drugi raziskovalci citirajo v določenem časovnem obdobju. V ta namen obstaja več indeksov, med njimi sta najbolj razširjena faktor vpliva in h-indeks.